# Rafael Andriato
Rafael Andriato de Mattos (San Paolo, 20 ottobre 1987) è un ex ciclista su strada brasiliano.
Nel corso della carriera ha raccolto numerose affermazioni fra categorie Elite-2 e professionisti, e si è aggiudicato due Premi minori al Giro d'Italia 2013, il Trofeo della Fuga ed il premio dei Traguardi Volanti.

## Carriera
Inizia a correre in Brasile, ottenendo numerose affermazioni nelle gare del circuito nazionale; questo gli permise di essere notato dai dirigenti della U.C. Trevigiani con la quale corre in Italia nella categoria Elite-2 per i tre anni successivi.
Nel 2012 firma un contratto con la formazione italiana Professional Continental Farnese Vini-Selle Italia, debuttando da professionista. Rimane tra le file della formazione italiana, che in più occasioni muta nome nel corso degli anni, fino al 2017, concludendo l'esperienza con nove successi, fra cui la Châteauroux Classic de l'Indre 2012 e una tappa al Tour of Hainan 2016, e alcuni piazzamenti, fra cui il decimo posto alla Parigi-Bruxelles e l'ottavo posto al Grand Prix Raymond Impanis nel 2012, il quarto posto al Gran Premio Bruno Beghelli ed il settimo al Gran Premio Costa degli Etruschi nel 2014.
Nel 2012 è inoltre secondo ai campionati brasiliani e ottavo in linea ai campionati panamericani. Nel 2013 prende inoltre parte al suo primo ed unico Giro d'Italia; nella "corsa rosa" si mette in mostra con fughe da lontano e riesce ad aggiudicarsi due classifiche minori salendo così sul podio finale di Brescia. Nel 2018 torna a correre per una formazione brasiliana, la São Francisco Saude-Klabin, con la quale riesce a tornare alla vittoria dopo più di un anno di digiuno.
In carriera è stato per quattro volte selezionato dalla nazionale brasiliana per partecipare ai campionati del mondo, portando in due occasioni a termine la prova.

## Palmares
- 2007 (Memorial-Fupes-Santos, sei vittorie)

1ª tappa Tour do Rio (Campos dos Goytacazes > Campos dos Goytacazes)
4ª tappa Volta do Estado de São Paulo (Jundiaí > San Paolo)
10ª tappa Volta do Estado de São Paulo (São Carlos)
1ª tappa Volta do Paraná (Bela Vista do Paraíso > Bela Vista do Paraíso)
Meeting Internacional de Ciclismo
Prova Ciclistica Internacional 9 de Julho
- 2008 (Trevigiani, tre vittorie)

Gran Premio di Roncolevà
Memorial Benfenati
Memorial Fratelli Gandolfi
- 2009 (Trevigiani, due vittorie)

Giro del Veneto e delle Dolomiti
Memoria Fratelli Gandolfi
- 2010 (Trevigiani, due vittorie)

Gran Premio Ezio Del Rosso
Medaglia d'Oro Frare - De Nardi
- 2011 (Petroli Firenze Cyclingteam, cinque vittorie)

Gran Premio Industrie del Marmo
Coppa Festa in Fiera San Salvatore
Trofeo Città di Lastra a Signa
Trofeo Petroli Firenze
2ª tappa Tour do Rio (Três Rios)
- 2012 (Farnese Vini, due vittorie)

Châteauroux Classic de l'Indre
Jurmala Grand Prix
- 2013 (Vini Fantini, una vittoria)

2ª tappa Tour do Rio (Volta Redonda > Três Rios)
- 2014 (Neri Sottoli, quattro vittorie)

8ª tappa Vuelta a Venezuela (San Pablo > Valencia)
2ª tappa Tour do Rio (Angra dos Reis > Volta Redonda)
5ª tappa Tour do Rio (Teresópolis > Rio das Ostras)
6ª tappa Tour do Rio (Rio das Ostras > Rio de Janeiro)
- 2015 (Southeast, una vittoria)

Prologo Sibiu Cycling Tour (Sibiu, cronometro)
- 2016 (Wilier, una vittoria)

1ª tappa Tour of Hainan (Xinglong > Xinglong)
- 2018 (São Francisco Saude-Klabin, due vittorie)

7ª tappa Vuelta Ciclista del Uruguay (Durazno > Tacuarembó)
6ª tappa Vuelta a Mendoza (Godoy Cruz > Godoy Cruz)

### Altri successi
- 2007 (Memorial-Fupes-Santos)

Goiânia (criterium)
Classifica a punti Tour do Brasil Volta de São Paulo
- 2013

Premio della Fuga Giro d'Italia
Traguardi Volanti Giro d'Italia

## Piazzamenti

### Grandi Giri
- Giro d'Italia

2013: 165º

### Classiche monumento
- Milano-Sanremo

2014: 110º
- Giro delle Fiandre

2017: 113º
- Giro di Lombardia

2014: ritirato
2016: ritirato

### Competizioni mondiali
- Campionati del mondo

Varese 2008 - In linea Under-23: 75º
Mendrisio 2009 - In linea Under-23: 49º
Copenaghen 2011 - In linea Elite: 119º
Limburgo 2012 - In linea Elite: 49º
Toscana 2013 - In linea Elite: ritirato
Ponferrada 2014 - In linea Elite: ritirato

### Competizioni continentali
- Campionati panamericani

San Juan 2018 - In linea Elite: 8º
Santo Domingo 2021 - In linea Elite: 8º
- UCI Europe Tour

2009: 912º
2010: 191º
2011: 392º
2012: 52º
2013: 186º
2014: 122º
2015: 418º
- UCI America Tour

2006: 93º
2007: 6º
2011: 182º
2012: 42º
2013: 122º
2014: 81º
2015: 399º
2016: 344º
- UCI Asia Tour

2017: 112º